# O'Donel Levy
O'Donel 'Butch' Levy (Baltimore (Maryland), 20 september 1945 – 14 maart 2016) was een Amerikaanse funk, -r&b- en jazzgitarist. Hij was de broer van sessiedrummer Stafford Levy.

## Biografie
Levy studeerde muziek aan het Peabody Institute of the Johns Hopkins University in Baltimore. Hij verhuisde naar New York en toerde met George Benson en Jimmy McGriff. Levy bracht in 1971 zijn debuutalbum Black Velvet uit bij Groove Merchant. Dit werd gevolgd door het livealbum Concert: Friday the 13th - Cook County Jail, opgenomen in de Cook County Jail in Chicago in 1972. Levy trad op als lid van het Jimmy McGriff-kwintet. Levy's tweede album Breeding of Mind (Groove Merchant, 1972) kruiste de genres jazz, funk en pop. Hij nam het op met Charles Covington, Chester Thompson en Eric Ward, met arrangementen van Manny Albam. Zijn vierde album Simba (1973) werd gearrangeerd door Albam, geproduceerd door Sonny Lester en opgenomen met Warren Bernhardt, Cecil Bridgewater, Eddie Daniels, Jon Faddis, Steve Gadd, Tony Levin, Lew Soloff en Bill Watrous. Zijn vijfde album Everything I Do Gonna Be Funky (1974) trok de aandacht vanwege de gewaagde albumhoes. Levy's nummer Bad, Bad Simba van het album Simba uit 1973 werd in 2001 gecoverd door Paprika Soul.

## Overlijden
O'Donel Levy overleed in maart 2016 op 70-jarige leeftijd.

## Discografie
- 1971: Black Velvet (Groove Merchant)
- 1972: Breeding of Mind (Groove Merchant)
- 1973: Dawn of a New Day (Groove Merchant)
- 1974: Everything I Do Gonna Be Funky (Groove Merchant)
- 1974: Simba (Groove Merchant)
- 1976: Windows (Groove Merchant)
- 1977: Time Has Changed (LRC)
- 1982: Through a Song (ILM)
- 2005: In the Name of Love (Room 302)

### Als sideman
Met Jimmy McGriff
- 1971: Black Pearl (Blue Note Records)
- 1972: Jimmy McGriff, Junior Parker (United Artists)
- 1973: Giants of the Organ Come Together (Groove Merchant)
- 1973: Giants of the Organ in Concert (Groove Merchant)
- 1973: Concert: Friday the 13th - Cook County Jail (Groove Merchant)

Met anderen
- 1973: Ethel Ennis, 10 Sides of Ethel Ennis (BASF)
- 1974: Groove Holmes, New Groove (Groove Merchant)
- 1985: Herbie Mann, See Through Spirits (Atlantic)
- 1988: Norman Connors, Passion (Capitol)
- 1996: Eldee Young, Ernie Watts, Isaac "Redd" Holt, Jeremy Monteiro, Blues for the Saxophone Club (Golden String)